# Serekunda
Serekunda (Schreibvarianten: Serrekunda oder Sere Kunda) ist die größte Stadt im westafrikanischen Staat Gambia.
Nach einer Berechnung für das Jahr 2013 leben dort 362.986 Einwohner, das Ergebnis der letzten veröffentlichten Volkszählung von 1993 betrug 70.435.

## Geographie
Serekunda gehört mit knapp 350.000 Einwohnern zum Ballungsraum Kombo-St. Mary Area und liegt südlich der Mündung des Flusses Gambia am Atlantischen Ozean sowie jeweils rund elf Kilometer westlich der Hauptstadt Banjul und nördlich des Flughafens Banjul.

### Ortsteile
Früher noch als einzelne Siedlungen in der Volkszählung von 1993 aufgeführt, kann man folgende Orte heute als Stadtteile von Serekunda verstehen: Bakoteh, Bununka Kunda, Dippa Kunda, Eboe Town, Faji Kunda, New Jeshwang, Old Jeshwang, Kololi, Kotu, Latri Kunda, Latri Kunda Sabiji, Manjai Kunda, Serekunda, Talinding Kunjang.
Weitere Stadtteile sind Kanifing, London Corner, Tabokoto und Bundung.
| \| Ortsteil \| Einwohner 1993[2] \| \| ------------------ \| ----------------- \| \| Bakoteh \| 6594 \| \| Bununka Kunda \| 41369 \| \| Dippa Kunda \| 15081 \| \| Eboe Town \| 2563 \| \| Faji Kunda \| 12744 \| \| New Jeshwang \| 21656 \| \| Old Jeshwang \| 8480 \| \| Kololi \| 4416 \| \| Kotu \| 4419 \| \| Latri Kunda \| 22902 \| \| Latri Kunda Sabiji \| 11289 \| \| Manjai Kunda \| 4800 \| \| Serekunda \| 18901 \| \| Talinding Kunjang \| 19773 \| |                |
| Ortsteil | Einwohner 1993 |
| Bakoteh | 6594           |
| Bununka Kunda | 41369          |
| Dippa Kunda | 15081          |
| Eboe Town | 2563           |
| Faji Kunda | 12744          |
| New Jeshwang | 21656          |
| Old Jeshwang | 8480           |
| Kololi | 4416           |
| Kotu | 4419           |
| Latri Kunda | 22902          |
| Latri Kunda Sabiji | 11289          |
| Manjai Kunda | 4800           |
| Serekunda | 18901          |
| Talinding Kunjang | 19773          |

## Geschichte
Die Stadt wurde wohl im 17. Jahrhundert von portugiesischen Kolonialisten gegründet, und im 18./19. Jahrhundert durch die Briten ausgebaut.

## Dienstleistungszentrum
Als wichtigstes Markt- und Handelszentrum ist Serekunda für ganz Gambia von großer Bedeutung. Aufgrund ihrer günstigen Lage entwickelte sich die Stadt bald zu einem Zentrum der Region. Nach der Unabhängigkeit wurden in Serekunda mehrere Behörden eingerichtet. Internationale Botschaften, so die der USA und Brasiliens, haben hier ihren Sitz. Der Ortsteil Kanifing ist Standort der 1998 gegründeten Universität von Gambia.

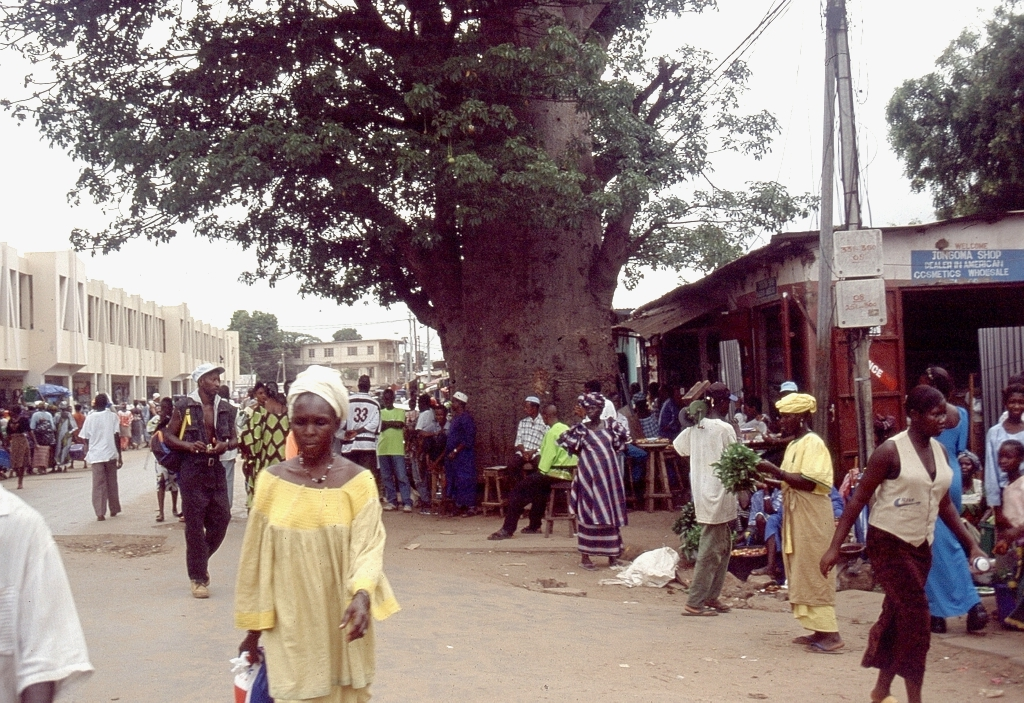
Am Rande des Marktes im Juli 1999, in der Mitte ist ein Baobab zu erkennen
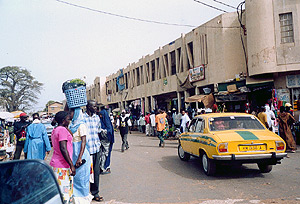
Die Markthallen in Serekunda
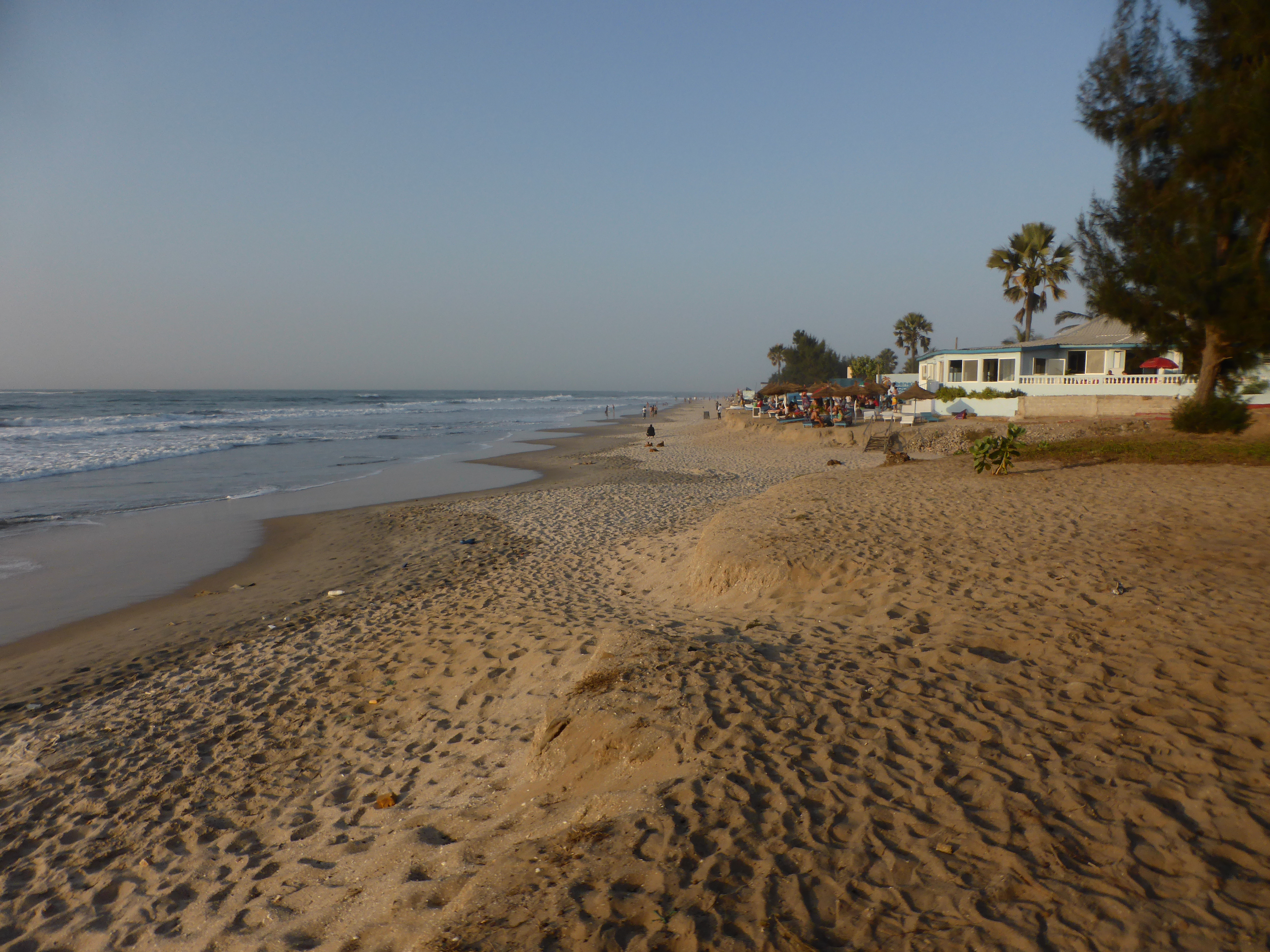
Kololi strand in Serekunda

## Kultur und Sehenswürdigkeiten
- Pipeline Mosque, die Hauptmoschee der Stadt
- Trinity Methodist Church, die methodistische Kirche der Stadt
- St Charles Lwanga Church, die römisch-katholische Kirche der Stadt
- American International University West Africa, Medizin-Universität

## Städtepartnerschaften
- Vereinigte Staaten, Memphis (Kanifing)

## Söhne und Töchter der Stadt
Chronologisch sortiert:
- Momodou Nai Ceesay (* 1951), Politiker
- Halifa Sallah (* 1953), Politiker
- Tijan Sallah (* 1958), Poet
- Njogu Touray (* 1960), Maler
- Musa Mboob (* 1963), Musiker
- Angela Colley (* 1964), Politikerin
- Sadibou Hydara (1964–1995), Politiker
- Ousman Sonko (* 1969), Politiker
- Kemo Ceesay (* 1971), Fußballspieler
- Jatto Ceesay (* 1974), Fußballspieler
- Dembo Jobarteh (1976–2008), Musiker
- Mamadou Danso (* 1983), Fußballspieler
- Matthew Mendy (* 1983), Fußballspieler
- Yankuba Ceesay (* 1984), Fußballspieler
- Ismaila Jagne (* 1984), Fußballspieler
- Pa Saikou Kujabi (* 1986), Fußballspieler
- Ebrahima Sawaneh (* 1986), Fußballspieler
- Saloum Faal (* 1994), Fußballspieler
- Maudo Jarjué (* 1997), guinea-bissauischer Fußballspieler
- Kebba Badjie (* 1999), Fußballspieler
- Abdoulie Sanyang (* 1999), Fußballspieler
- Ebrima Colley (* 2000), Fußballspieler